# 圣热拉尔杜
圣热拉尔杜是巴西米纳斯吉拉斯州的一个市镇。总面积187.387平方公里，总人口9171人，人口密度48.9人/平方公里。